# Bud (Noruega)
Bud es una localidad situada en el municipio de Hustadvika, en la provincia de Møre og Romsdal, en Noruega. Tiene una población estimada, a inicios de 2022, de 801 habitantes.
Está ubicada en la parte noroccidental del sur del país, cerca de la costa del mar de Noruega y de la península de Romsdal. 